# دارالزبيدي (القريشية)

تعديل مصدري - تعديل

دارالزبيدي هي إحدى قرى عزلة قيفه آل محن يزيد بمديرية القريشية التابعة لمحافظة البيضاء، بلغ تعداد سكانها 256 نسمة حسب تعداد اليمن لعام 2004.